# Reinhart Kraatz
Reinhart Kraatz (* 13. Juli 1925 in Seesen; † November 1996) war ein deutscher Geologe und Paläontologe. Er galt als einer der führenden Experten für den Homo heidelbergensis und dessen ältestes Fossil aus Deutschland, des Unterkiefers von Mauer.
Reinhart Kraatz studierte ab 1946 Geologie an der Bergakademie Clausthal, an der er 1954 Diplom-Geologe wurde und 1956 bei Wilhelm Simon zum „Dr. rer. nat.“ promoviert wurde. Er folgte Simon 1957 als Assistent an die Technische Universität Berlin, wo er die paläontologische Sammlung aufbaute, und danach nach Heidelberg. 1962 wurde er Konservator am Geologisch-Paläontologischen Institut der Universität Heidelberg. Dort betreute er die paläontologische Schausammlung und ein Schwerpunktarchiv zur Hominidenforschung mit über 4000 Säugerknochen rund um den berühmten Unterkiefer von Mauer des Homo heidelbergensis und war Kustos am Geologisch-Paläontologischen Institut. 1966 wurde er Akademischer Oberrat und 1980 Akademischer Direktor. Er starb an einem Unfall.
Er organisierte regelmäßig Exkursionen für Geologiestudenten in die Umgebung von Heidelberg und war Experte für die regionale Geologie. Er unternahm auch größere Expeditionen ins Ausland (in Europa und bis Indonesien), insbesondere aber zu einem anderen bekannten Fundort des Homo erectus in der Höhle von Arago bei Tautavel in Südfrankreich, wo er 1977 eine enge Zusammenarbeit mit dem französischen Ausgräber Henry de Lumley begann. 1981 war er auch maßgeblich an der Städtepartnerschaft zwischen Tautavel und Mauer beteiligt. Kraatz war es auch, der das urgeschichtliche Museum im Rathaus von Mauer einrichtete, das 1982 eröffnet wurde.

## Schriften
- mit Wilhelm Simon: Fossilien aus alten Aufschlüssen im Kraichgau. In: Mitteilungen des badischen Landesvereins für Naturkunde und Naturschutz. N.F. 11, 1, Tafel 2, Freiburg im Breisgau 1973, S. 5–6 (zobodat.at [PDF]).
- „Homo erectus heidelbergensis“. Neue Untersuchungen über die Fundstelle, die Fauna und den Unterkiefer von Mauer. In: Wilhelm Doerr (Hrsg.): Semper Apertus. Sechshundert Jahre Ruprecht-Karls-Universität Heidelberg 1386–1986. Band 4, Springer, 1985, S. 258 ff.
- A review of recent research on the Heidelberg man, ‚Homo erectus heidelbergensis‘. In: E. Delson: Ancestors – the hard evidence. Liss, New York 1985, S. 268–271.
- Mitarbeit bei Volker Schweizer: Kraichgau und südlicher Odenwald (= Sammlung Geologischer Führer. Band 72). Borntraeger, 1982.